# 布萊恩鎮區 (內布拉斯加州亞當斯縣)
布萊恩鎮區（英語：Blaine Township）是位於美國內布拉斯加州亞當斯縣的一個行政鎮區。

## 地方資料
布萊恩鎮區的面積為76.01平方千米，當中陸地面積為75.98平方千米，而水域面積為0.02平方千米。根據2020年美國人口普查的數據，當地共有人口180人，而人口密度為每平方千米2.37人。